# أبويل نيقوسيا
نادي اليونانيين الرياضي لكرة القدم في نيقوسيا (باليونانية: Αθλητικός Ποδοσφαιρικός Όμιλος Ελλήνων Λευκωσίας)‏ الشهير باسم أبويل نيقوسيا (باليونانية: ΑΠΟΕΛ Ποδόσφαιρο)‏ هو نادِ كرة قدم قبرصي يلعب في الدوري القبرصي الدرجة الأولى . تم تأسيس النادي في سنة 1926.
يعتبر النادي الأكثر شعبية في قبرص، حيث فاز بالدوري القبرصي 29 مرة في تاريخه وهو الرقم القياسي في البلاد أول مرة كانت في موسم (1935/1936) و بكأس قبرص 21 مرة في تاريخه وهو رقم قياسي أول مرة كانت في موسم (1936/1937).
أوروبياً حقق النادي أفضل إنجاز له في دوري أبطال أوروبا موسم 2011–12 عندما تصدر مجموعته التي ضمت بجانبه زينيت سانت بطرسبرغ الروسي وبورتو البرتغالي وشاختار دونيتسك الأوكراني، كما حقق المفاجأة بإقصائه أولمبيك ليون الفرنسي بعدما فاز عليه بركلات الترجيح 4-3 بعد التعادل 1-1 بمجموع المباراتين، ليصير بذلك أول فريق قبرصي يتأهل إلى ربع النهائي بدوري أبطال أوروبا، قبل أن يودع البطولة بعد خسارته أمام ريال مدريد الإسباني بنتيجة 2-8 بمجموع المباراتين.

## الإنجازات
- الدوري القبرصي
  - البطل (29) (رقم قياسي): 1935–36، 1936–37، 1937–38، 1938–39، 1939–40، 1946–47، 1947–48، 1948–49، 1951–52، 1964–65، 1972–73، 1979–80، 1985–86، 1989–90، 1991–92، 1995–96، 2001–02، 2003–04، 2006–07، 2008–09، 2010–11، 2012–13، 2013–14، 2014–15، 2015–16، 2016–17، 2017–18، 2018–19، 2023–24
- كأس قبرص
  - البطل (21) (رقم قياسي): 1936–37، 1940–41، 1946–47، 1950–51، 1962–63، 1967–68، 1968–69، 1972–73، 1975–76، 1977–78، 1978–79، 1983–84، 1992–93، 1994–95، 1995–96، 1996–97، 1998–99، 2005–06، 2007–08، 2013–14، 2014–15
- كأس السوبر القبرصي
  - البطل (15): 1963، 1984، 1986، 1992، 1993، 1996، 1997، 2002، 2004، 2008، 2009، 2011، 2013، 2019، 2024